# Фильтр Линквица — Райли

Амплитудно-частотная характеристика фильтров Линквица — Райли 2-го и 4-го порядков

Фильтр Линквица — Райли — электронный фильтр с бесконечной импульсной характеристикой, названный так в честь его изобретателей Зигфрида Линквица и Раса Райли. Обычно применяется в аудиокроссоверах в качестве фазового фильтра.

## История
Был описан в 1978 году двумя инженерами Зигфридом Линквицем и Рассом Райли в журнале Passive Crossover Networks for Noncoincident Drivers.

## Особенности
Фильтр конструируется путём последовательного соединения двух одинаковых фильтров Баттерворта. То есть фильтр Линквица — Райли является фильтром чётного порядка. Фильтр из двух последовательно-соединенных фильтров Баттерворта первого порядка обозначают LR2, его спад составляет 12 дБ на октаву. Фильтр из 2-х последовательно-соединенных фильтров Баттерворта второго порядка — LR4, спад — 24 дБ на октаву.
Для создания кроссовера Линквица — Райли используют параллельное соединение двух фильтров Линквица — Райли, один из которых является фильтром низких частот, другой — фильтром высоких частот. Сумма получаемых сигналов имеет ровную амплитудно-частотную характеристику, что выгодно отличает их от фильтров Баттерворта. По сути полученный фильтр является фазовым фильтром.
Необходимость в четном количестве фильтров вызвана тем, что фильтры Баттерворта имеют подавление −3 дБ на частоте раздела. В результате сложения сигналов высокочастотного и низкочастотного сигналов, полученных после фильтров Баттерворта, на частоте раздела происходит усиление сигнала на 3 дБ. При последовательном использовании двух фильтров Баттерворта, сигналы получают подавление на −6dB, в результате чего сумма низкочастотного и высокочастотного сигнала имеет усиление 0 дБ по всему спектру частот.